# Liste der Kulturdenkmale in Lohmen (Sachsen)

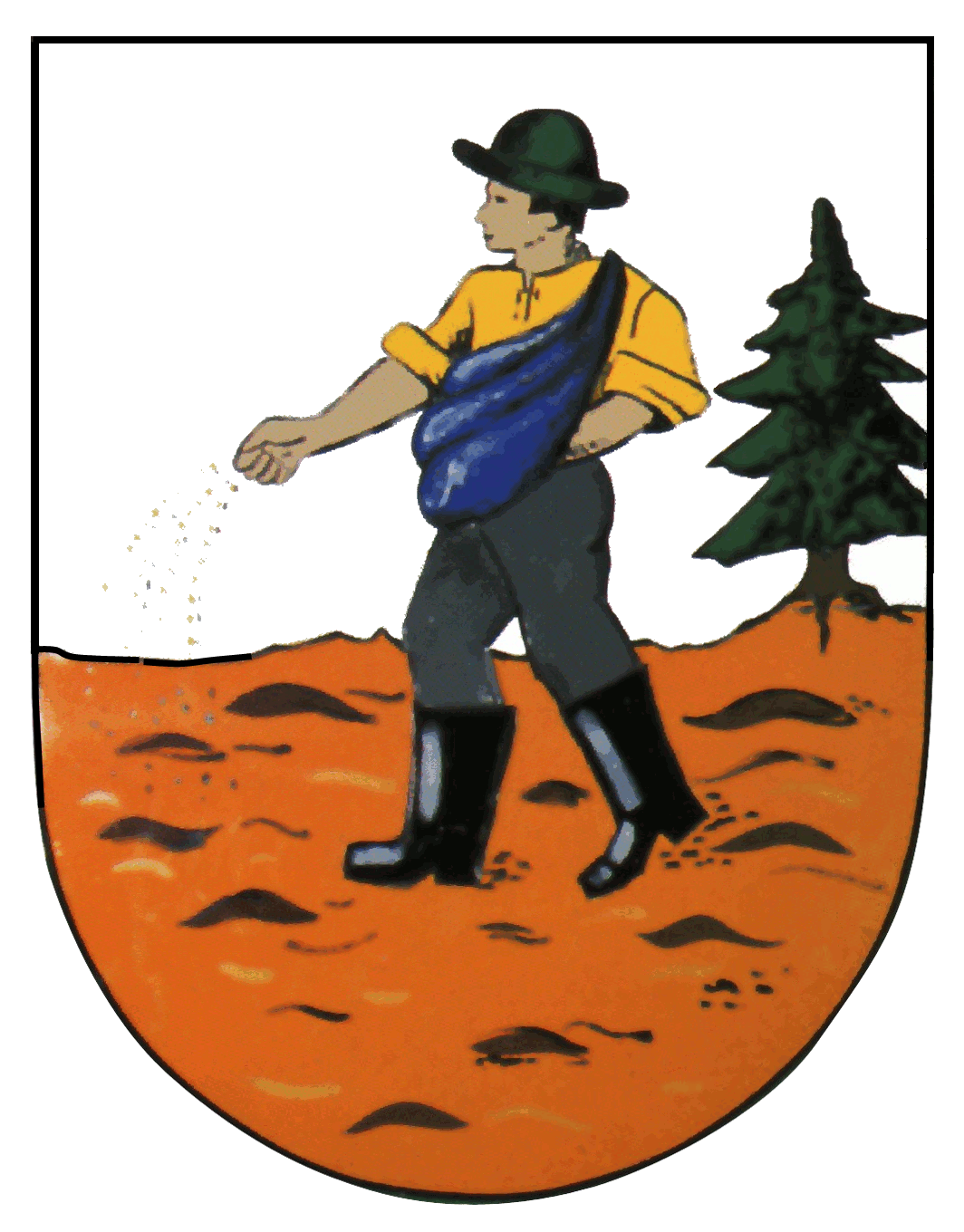
Gemeindewappen

In der Liste der Kulturdenkmale in Lohmen (Sachsen) sind sämtliche Kulturdenkmale der sächsischen Gemeinde Lohmen und ihrer Ortsteile im sächsischen Landkreis Sächsische Schweiz-Osterzgebirge verzeichnet. Die Gemeinde ist aufgegliedert in die Ortsteile Daube, Doberzeit, Lohmen, Mühlsdorf und Uttewalde. Die Anmerkungen sind zu beachten.
Diese Liste ist eine Teilliste der Liste der Kulturdenkmale im Landkreis Sächsische Schweiz-Osterzgebirge.

Diese Liste ist eine Teilliste der Liste der Kulturdenkmale in Sachsen.

## Legende
- Bild: Bild des Kulturdenkmals, ggf. zusätzlich mit einem Link zu weiteren Fotos des Kulturdenkmals im Medienarchiv Wikimedia Commons. Wenn man auf das Kamerasymbol klickt, können Fotos zu Kulturdenkmalen aus dieser Liste hochgeladen werden:
- Bezeichnung: Denkmalgeschützte Objekte und ggf. Bauwerksname des Kulturdenkmals
- Lage: Straßenname und Hausnummer oder Flurstücknummer des Kulturdenkmals. Die Grundsortierung der Liste erfolgt nach dieser Adresse. Der Link (Karte) führt zu verschiedenen Kartendiensten mit der Position des Kulturdenkmals. Fehlt dieser Link, wurden die Koordinaten noch nicht eingetragen. Sind diese bekannt, können sie über ein Tool mit einer Kartenansicht einfach nachgetragen werden. In dieser Kartenansicht sind Kulturdenkmale ohne Koordinaten mit einem roten bzw. orangen Marker dargestellt und können durch Verschieben auf die richtige Position in der Karte mit Koordinaten versehen werden. Kulturdenkmale ohne Bild sind an einem blauen bzw. roten Marker erkennbar.
- Datierung: Baubeginn, Fertigstellung, Datum der Erstnennung oder grobe zeitliche Einordnung entsprechend des Eintrags in der sächsischen Denkmaldatenbank
- Beschreibung: Kurzcharakteristik des Kulturdenkmals entsprechend des Eintrags in der sächsischen Denkmaldatenbank, ggf. ergänzt durch die dort nur selten veröffentlichten Erfassungstexte oder zusätzliche Informationen
- ID: Vom Landesamt für Denkmalpflege Sachsen vergebene, das Kulturdenkmal eindeutig identifizierende Objekt-Nummer. Der Link führt zum PDF-Denkmaldokument des Landesamtes für Denkmalpflege Sachsen. Bei ehemaligen Kulturdenkmalen können die Objektnummern unbekannt sein und deshalb fehlen bzw. die Links von aus der Datenbank entfernten Objektnummern ins Leere führen. Ein ggf. vorhandenes Icon  führt zu den Angaben des Kulturdenkmals bei Wikidata.

## Liste der Kulturdenkmale in Lohmen (Sachsen)

### Lohmen
| Bild                                    | Bezeichnung | Lage                             | Datierung                          | Beschreibung | ID       |
| --------------------------------------- | --- | -------------------------------- | ---------------------------------- | --- | -------- |
| Weitere Bilder                          | Basteibrücke | (Karte)                          | 1851                               | Fußgängerbrücke – sandsteinerne Bogenbrücke zu einer Aussichtsplattform, Zeugnis der Geschichte des Tourismus. Länge: 76,5 Meter, sieben Bögen. | 09254277 |
|                                         | Mord- und Sühnekreuz | (Karte)                          | 15./16. Jh.                        | Sandstein-Steinkreuz, ortsgeschichtlich von Bedeutung. Kopf, Arme und Schaft waren ursprünglich gerade, N-Arm fehlt, keine Einzeichnung. N-Arm alt abgeschlagen, S-Arm durch großen alten Abschlag verstümmelt, allgemeine oberflächliche Verwitterung. | 09254357 |
| Weitere Bilder                          | Wegestein | (Karte)                          | 19. Jh.                            | verkehrsgeschichtlich von Bedeutung, Sandstein | 09254315 |
|                                         | Mord- und Sühnekreuz | (Karte)                          | 15./16. Jh.                        | Sandstein-Steinkreuz, ortsgeschichtlich von Bedeutung | 09254354 |
| Weitere Bilder                          | Wegestein | (Karte)                          | 19. Jh.                            | verkehrsgeschichtlich von Bedeutung, Sandstein | 09254324 |
| Direkt Bild zu diesem Denkmal hochladen | Salzlecke | (Karte)                          | bez. 1719 (Salzlecke)              | jagd- und kulturgeschichtlich von Bedeutung | 09304453 |
| Weitere Bilder                          | Wegestein | (Karte)                          | 19. Jh.                            | verkehrsgeschichtlich von Bedeutung, Sandstein | 09254325 |
| Direkt Bild zu diesem Denkmal hochladen | Salzlecke | (Karte)                          | bez. 1826                          | jagd- und kulturgeschichtlich von Bedeutung | 09304454 |
| Direkt Bild zu diesem Denkmal hochladen | Brücke über den Biensgraben                                                                                              | (Karte)                          | bez. 1800                          | Bruchstein-Bogenbrücke, baugeschichtlich von Bedeutung | 09304427 |
|                                         | Steinerner Tisch (Tisch- und Bankplatten aus Sandstein)                                                                  | (Karte)                          | bez. 1710                          | ortsgeschichtlich und tourismusgeschichtlich von Bedeutung. Zeugnis für die Gegend als Jagdrevier Augusts des Starken, Steinerner Tisch für Jagdfrühstück Augusts des Starken aufgebaut, Einkerbungen sollen Anfangsbuchstaben der bei diesem Frühstück Anwesenden sein. | 09254355 |
|                                         | Wegestein | (Karte)                          | 19. Jh.                            | verkehrsgeschichtlich von Bedeutung, Sandstein | 09254314 |
| Weitere Bilder                          | Wegestein | (Karte)                          | 19. Jh                             | verkehrsgeschichtlich von Bedeutung, Sandstein | 09254319 |
| Weitere Bilder                          | Wegestein | (Karte)                          | 19. Jh.                            | verkehrsgeschichtlich von Bedeutung, Sandstein, ca. 1,50 m | 09254258 |
|                                         | Zwei Gedenktafeln an einem Felsen der Bastei                                                                             | (Karte)                          | bez. 1834                          | 1. Gedenktafel von 1834 dem Andenken der Männer Carl Heinrich Nicolai (1739–1823) und Wilhelm Lebrecht Götzinger (1758–1818) gewidmet, die beide als Erste den Blick der Touristen auf die Bastei lenkten, 2. Gedenktafel von 1897 zur Erinnerung an die Bastei-Jubelfeier von 1797, personengeschichtlich und regionalgeschichtlich von Bedeutung. | 09254276 |
| Weitere Bilder                          | Wegestein | Basteistraße (Karte)             | 19. Jh.                            | verkehrsgeschichtlich von Bedeutung, Sandstein | 09254323 |
| Direkt Bild zu diesem Denkmal hochladen | Mord- und Sühnekreuz | (Karte)                          | 15./16. Jh.                        | Sandstein-Steinkreuz, ortsgeschichtlich von Bedeutung. Arme und Schaft verjüngen sich zur Kreuzung, der sicher ursprünglich vorhandene Kopf wohl ebenso, SO-Seite auf der Kreuzung lineare Einritzung: kleines gleichschenkeliges Kreuz, auf dem Schaft (schon unterm Armansatz) lineare Einritzung: kleines Kreuz auf Halbkreisbogen mit durch den Bogen gehendem Schaft. Möglicherweise auch Deutung als Ritzzeichnung einer kleinen Armbrust. Der sicher ursprünglich vorhandene Kopf gänzlich abgeschlagen, alte große Abschläge an den Armen. Abmessungen: Höhe SO-Seite 96 cm, Höhe NW-Seite 92 cm, Stärke 34 cm, allgemeine oberflächliche Verwitterung. | 09254358 |
| Direkt Bild zu diesem Denkmal hochladen | Grenzstein | (Karte)                          | 1. Hälfte 19. Jh.                  | Forstgrenzstein, ortsgeschichtlich von Bedeutung. Sandsteinern, mit Bezeichnung (eine Seite „K“ eingeritzt, gegenüberliegende Seite 33xx). | 09254356 |
|                                         | Brücke über die Brausnitz                                                                                                | (Karte)                          | bez. 1804                          | Bruchstein-Bogenbrücke, baugeschichtlich von Bedeutung | 08951460 |
| Weitere Bilder                          | Wohnstallhaus (Umgebinde)                                                                                                | Am Steigerhaus 3 (Karte)         | 2. Hälfte 18. Jh., womöglich älter | Obergeschoss Fachwerk, zum Teil verbrettert, authentisch erhaltenes Umgebindehaus, Seltenheitswert für die Region, baugeschichtliche Bedeutung. Umgebinde links 2/2 Joche, Frackdach, Obergeschoss Fachwerk, Längsseite und Giebel verbrettert, Stube lehmgefacht, weiter Umgebinde-Überstand, Fenster sechsfeldrig gesprosst und in originaler Größe. | 09254228 |
| Direkt Bild zu diesem Denkmal hochladen | Wohnstallhaus mit integriertem Scheunenteil                                                                              | Am Steigerhaus 4 (Karte)         | 1687 Dendro                        | Giebelseite verschiefert, Obergeschoss Fachwerk mit weiter Ständerstellung, eines der ältesten Gebäude im Ort, baugeschichtliche Bedeutung, steiles Satteldach, Obergeschoss Fachwerk, Giebelseite verschiefert, zwei Türgewände (Korbbögen), Erdgeschoss verändert, Fensteröffnungen in originaler Größe (sehr klein). | 09254227 |
|                                         | Wohnhaus eines Dreiseithofes                                                                                             | An der Friedenslinde 1 (Karte)   | bez. 1798                          | Obergeschoss Fachwerk (Längsseiten), ortstypisches Bauernhaus, baugeschichtliche Relevanz, profilierter Türstock mit Schlussstein, bezeichnet 1798 (Türstock), Giebel vermauert, Fenster in originaler Größe. | 09254221 |
| Weitere Bilder                          | Wohn- und Beherbergungsgebäude                                                                                           | Basteistraße (Karte)             | angeblich 1905 (Beherbergungsbau)  | im rustikalen Heimatstil, baugeschichtliche und tourismusgeschichtliche Bedeutung. Sockel Rustikalmauerwerk, übrige Wände Blockbauweise, tief gezogenes Krüppelwalmdach, pittoresk durch zahlreiche Ausbauten, relativ wenig verändert. | 09302660 |
|                                         | Wegestein | Basteistraße (Karte)             | 19. Jh.                            | verkehrsgeschichtlich von Bedeutung, Sandstein, ca. 1,50 m hoch | 09254217 |
|                                         | Alte Schäferei | Basteistraße 2 (Karte)           | 1765 gegründet                     | Ehemalige Schäferei mit zwei über Eck aneinandergebauten Wirtschaftsgebäuden, dahinter Einfriedungsmauer des Grundstücks und Hofpflasterung – ortsbildprägend und von ortshistorischer Bedeutung, gedrungener Baukörper mit mächtigem altem Krüppelwalmdach, Fassaden verändert. | 09254263 |
| Direkt Bild zu diesem Denkmal hochladen | Villa | Basteistraße 5 (Karte)           | um 1900                            | gründerzeitlicher Putzbau mit Fachwerkgiebeln und Eckturm, baugeschichtlich von Bedeutung. | 09304428 |
|                                         | Ehemaliges Chausseehaus mit Nebengebäude                                                                                 | Basteistraße 21 (Karte)          | Anfang 19. Jh.                     | ortsbildprägendes Gebäude Ecke Stolpener Straße, Obergeschoss Fachwerk verbrettert, Korbbogenportal, baugeschichtlich und ortshistorisch von Bedeutung, zweigeschossig, Krüppelwalmdach, Obergeschoss Fachwerk, verbrettert, gedrungener Baukörper | 09254345 |
|                                         | Hauszeichen in der Fassade eines Wohnhauses                                                                              | Basteistraße 23 (Karte)          | 19. Jh.                            | Sandstein-Bienenkorb an der Hauswand, ortsgeschichtlich von Bedeutung. | 09254346 |
|                                         | Wohnstallhaus eines Bauernhofes sowie Toreinfahrt und Hofpflasterung                                                     | Basteistraße 33 (Karte)          | bez. 1744, später überformt        | Hofzufahrt zwei Torpfeiler mit Zippus-Bekrönung, Wohnstallhaus Putzbau mit klassizistischem Türstock, im Innern wertvolle historische Ausmalung, von baugeschichtlicher Bedeutung, Wohnstallhaus eventuell ursprünglich Obergeschoss Fachwerk (sehr steiles Satteldach mit Aufschieblingen), jetzt zweigeschossig, massiv, intaktes Wand-Öffnung-Verhältnis, zwei profilierte Sandstein-Türgewände, bezeichnet 1744 (Schlussstein). | 09254245 |
|                                         | Wohnhaus | Basteistraße 35 (Karte)          | um 1850                            | Obergeschoss Fachwerk, schlichtes Beispiel der regionaltypischen Holzbauweise, an straßenbildprägender Stelle. | 09254271 |
|                                         | Portal eines Wohnhauses                                                                                                  | Basteistraße 37 (Karte)          | bez. 1799                          | Sandstein-Haustürgewände mit Schlussstein, baugeschichtlich von Bedeutung | 09254244 |
|                                         | Toreinfahrt eines Bauernhofes                                                                                            | Basteistraße 43 (Karte)          | 19. Jh.                            | Hofzufahrt mit drei klassizistischen Sandstein-Torpfosten, baugeschichtlich von Bedeutung. | 09254243 |
|                                         | Toreinfahrt eines Bauernhofes                                                                                            | Basteistraße 51 (Karte)          | 19. Jh.                            | Hofzufahrt mit drei klassizistischen Sandstein-Torpfosten, baugeschichtlich von Bedeutung. | 09254242 |
|                                         | Wohnhaus und zwei aneinandergebaute Seitengebäude zum Hof                                                                | Basteistraße 58 (Karte)          | bez. 1838                          | klassizistisches Wohnhaus mit schönem Türportal und Hauszeichen, Giebel mit Thermenfenster, baugeschichtlich und ortsgeschichtlich von Bedeutung, massiv, zweigeschossig, Krüppelwalmdach, Giebel mit Thermenfenster, flacher Mittelrisalit mit bekröntem Sandstein-Haustürgewände (darüber Feuerwehr-Emblem: zwei gekreuzte Äxte), bezeichnet 1838 (Türstock), neue Sprossenfenster. | 09254246 |
| Weitere Bilder                          | Wohnhaus (Umgebinde) | Basteistraße 59 (Karte)          | 1694                               | Obergeschoss Fachwerk mit Fußstreben, Giebel verbrettert, regionaltypisches Umgebindehaus, Seltenheitswert für die Region, baugeschichtliche Bedeutung und wissenschaftlich-dokumentarischer Wert, ruinöser Zustand, Fenster in originaler Größe. | 09254241 |
|                                         | Wohnstallhaus eines Bauernhofes und Hofmauer mit Torbogen und Pforte                                                     | Basteistraße 60 (Karte)          | bez. 1773                          | Obergeschoss Fachwerk, zum Teil verkleidet, elementarer Bestandteil des Ortskerns, in Aussehen und Konstruktion weitgehend im originalen Sinne erhalten, Hofzufahrt schöner Torbogen und Pforte mit Kämpfersteinen und Schlussstein, baugeschichtliche Bedeutung, Wohnstallhaus: Erdgeschoss verändert, Frackdach, Obergeschoss Fachwerk, zum Teil aufgebrettert, oberer Teil des Giebels verschiefert, unterer verputzt, Ladeluke. Alter Baukörper, in Aussehen und Konstruktion weitgehend im originalen Sinne erhalten. Hofstruktur erhalten. Gemauerte Torbögen: 4 m hohe Durchfahrt und Pforte, beide mit Schluss- und Kämpfersteinen. | 09254316 |
| Direkt Bild zu diesem Denkmal hochladen | Hofmauer mit Toreinfahrt und Pforte eines Bauernhofes                                                                    | Basteistraße 61 (Karte)          | bez. 1800                          | ortstypische Toranlage in Sandstein, baugeschichtlich von Bedeutung | 09304429 |
|                                         | Wohnstallhaus und Toreinfahrt eines Bauernhofes                                                                          | Basteistraße 62 (Karte)          | bez. 1799                          | stattliches Wohnstallhaus, Obergeschoss Fachwerk, drei schöne Segementbogenportale, Bauernhaus ortsbild- und strukturprägend. Hofzufahrt drei klassizistische Sandstein-Torpfeiler, baugeschichtliche Bedeutung, Giebel verbrettert, drei Sandstein-Türgewände mit Korbbogen und Schlusssteinen, bezeichnet 1799 (Türstock), Fenster im Obergeschoss in originaler Größe. | 09254247 |
|                                         | Scheune eines Bauernhofes                                                                                                | Basteistraße 66 (Karte)          | um 1850                            | Fachwerkscheune, gut im ursprünglichen Aussehen erhalten, wirtschaftsgeschichtlich von Bedeutung, aufwändige Holzkonstruktion, Kniestock. | 09254347 |
|                                         | Seitengebäude eines Bauernhofes                                                                                          | Basteistraße 70 (Karte)          | 1. Hälfte 19. Jh.                  | Obergeschoss Fachwerk, zum Teil verbrettert, hölzerne Außentreppe mit laubenartiger Ausformung, weitgehend im ursprünglichen Aussehen erhalten, von baugeschichtlichem Interesse, massiver Sockel, Fachwerk zum Teil verbrettert, Bergseite Lehmgefache, alte Biberschwanzdeckung. | 09254248 |
|                                         | Wohnstallhaus, zwei Scheunen und Toreinfahrt eines Dreiseithofes                                                         | Basteistraße 76 (Karte)          | um 1850                            | stattliches Wohnstallhaus, Obergeschoss Fachwerk zum Teil verbrettert, eine Fachwerk-Scheune, eine massive Scheune, Hofzufahrt drei klassizistische Torpfeiler, straßenbildprägende Hofanlage, baugeschichtlich und wirtschaftsgeschichtlich von Bedeutung. Wohnstallhaus: Krüppelwalmdach, Obergeschoss Fachwerk verbrettert, aufwändige Fachwerkgestaltung der Straßenseite, Fenster im Obergeschoss in originaler Größe, Scheune mit Backsteinornament, weitere Scheune Fachwerk, mit Frackdach. | 09254249 |
| Direkt Bild zu diesem Denkmal hochladen | Seitengebäude eines Bauernhofes                                                                                          | Basteistraße 78 (Karte)          | 1. Hälfte 19. Jh.                  | Obergeschoss Fachwerk, hölzerne Außentreppe mit laubenartiger Ausformung, weitgehend im ursprünglichen Aussehen erhalten, baugeschichtlich von Bedeutung | 09304430 |
|                                         | Wohnstallhaus und Scheune eines Bauernhofes mit Einfriedung, Hofmauer und Toreinfahrt                                    | Basteistraße 80 (Karte)          | um 1850                            | großes Wohnstallhaus mit Fachwerk-Obergeschoss, konstitutiver Bestandteil der alten Ortskernbebauung, baugeschichtliche Bedeutung. Scheune alte Biberschwanzdeckung, Wohnstallhaus: Krüppelwalmdach, Obergeschoss und Giebel vergleichsweise aufwändiges Fachwerk, zwei Sandstein-Türgewände mit Bogenabschluss, gearbeiteter Sandstein-Einfriedung zum Vorgarten. | 09254236 |
|                                         | Wohnstallhaus (Nr. 82) eines Dreiseithofes                                                                               | Basteistraße 82 (Karte)          | Kern 18. Jh.                       | Wohnstallhaus mit Fachwerk-Obergeschoss, konstitutiver Bestandteil der alten Ortskernbebauung, baugeschichtliche Bedeutung. Wohnstallhaus giebelständig, Obergeschoss Fachwerk, segmentbogige Türen, die Fenster in beiden Geschossen sind vergrößert. | 09254235 |
|                                         | Ehemaliges Gasthaus (ohne massiven Anbau)                                                                                | Basteistraße 84 (Karte)          | 1. Hälfte 19. Jh.                  | Obergeschoss Fachwerk, baugeschichtliche und ortsgeschichtliche Relevanz, Erdgeschoss verändert, der Bau traufständig, Krüppelwalm-Frackdach, Obergeschoss Fachwerk mit alter Aufbretterung und originalen Fenstergrößen. | 09254233 |
|                                         | Relief an einem Wohnhaus                                                                                                 | Basteistraße 85 (Karte)          | Ende 19. Jh.                       | Sandstein-Relief an Giebelwand, zeigt Arbeitende mit Lore, ortsgeschichtlich von Bedeutung | 09254348 |
|                                         | Seitengebäude (Wohnstallhaus) eines Bauernhofes                                                                          | Basteistraße 88 (Karte)          | Kern 18. Jh.                       | Obergeschoss Fachwerk, im hinteren Wirtschaftsteil eine Art Oberlaube mit hölzernem Treppenaufgang, architektonisch wertvolles Relikt alter Holzbauweise im Ortskern, baugeschichtlich von Bedeutung, doppelte Biberschwanzdeckung, Fenster Obergeschoss in originaler Größe, Feldsteinsockel, Erdgeschoss Sandsteingewände. | 09254232 |
|                                         | Forsthaus | Basteistraße 103 (Karte)         | bez. 1899                          | massives Gebäude aus Sand-Werkstein, ortsgeschichtliche Relevanz. Massiv aus Sand-Werkstein, Krüppelwalmdach, Mittelrisalit, Sandstein-Fenstergesimse, Eckbossierung, Biberschwanzdeckung. | 09254218 |
|                                         | Portal eines Wohnhauses                                                                                                  | Basteistraße 106 (Karte)         | bez. 1838                          | Sandstein-Türstock mit Korbbogenabschluss, baugeschichtlich von Bedeutung, bezeichnet „No. 106 C.G.H. 1838“. | 09254220 |
|                                         | Wohnstallhaus eines Vierseithofes                                                                                        | Borngasse 3 (Karte)              | bez. 1762                          | großes Wohnstallhaus, Obergeschoss Fachwerk, baugeschichtliche Bedeutung, mit Aufbretterung, Sandstein-Haustürgewände, Erdgeschoss verändert, Fenster Obergeschoss in originaler Größe. | 09254240 |
|                                         | Inschrifttafel an einem Wohnhaus                                                                                         | Borngasse 5 (Karte)              | bez. 1883                          | ortsgeschichtlich von Bedeutung. „Gott legt uns eine Last auf, aber er hilft auch. Erbauet im Jahr 1883. Karl Ludwig“. | 09254239 |
|                                         | Wohnhaus | Borngasse 8 (Karte)              | um 1850                            | ländliches Wohnhaus, Obergeschoss Fachwerk, Bestandteil des alten Ortsbildes und der zentralen Ortsstruktur, baugeschichtlich von Bedeutung. Giebelseite ausgemauert, Lehmausfachung, Erdgeschoss Sandsteingewände, doppelte Biberschwanzdeckung, Fenster originale Größe. | 09254349 |
|                                         | Wohnstallhaus eines Dreiseithofes                                                                                        | Borngasse 11 (Karte)             | bez. 1795                          | Obergeschoss Fachwerk, prägt das Bild der Angersituation des Ortes mit, baugeschichtlich von Bedeutung. Erdgeschoss verändert, Satteldach mit leichtem Überstand, Sandsteingewände der Haustür mit Korbbogenabschluss, bezeichnet 1795 (Türstock), Erdgeschoss-Fenster an der Giebelseite vergrößert, Fenster Obergeschoss in originaler Größe. | 09254238 |
|                                         | Scheune und Seitengebäude (mit Oberlaube) eines Vierseithofes sowie Toreinfahrt und Hofpflasterung                       | Borngasse 13 (Karte)             | wohl 18. Jh. (Seitengebäude)       | struktur- und ortsbildprägender Bauernhof, beide Gebäude in Fachwerkbauweise, Hofzufahrt mit drei klassizistischen Torpfeilern, altes Sandsteinpflaster des Hofes, baugeschichtlich und wirtschaftsgeschichtlich von Bedeutung. Scheune zur Feldseite mit Fachwerk-Oberlaube, die andere Fachwerk mit Lehmfachung. | 09254237 |
|                                         | Wohnstallhaus und Scheune eines Zweiseithofes                                                                            | Borngasse 17 (Karte)             | 18. Jh.                            | Wohnstallhaus Obergeschoss Fachwerk verkleidet, baugeschichtliche Bedeutung, ortsstrukturprägende Hofanlage. Wohnstallhaus mit Frackdach, Obergeschoss und Giebel Fachwerk, teils verbrettert, teils verputzt, Sandstein-Türgewände mit Korbbogenabschluss und Schlussstein, im Erdgeschoss Winterfenster Biberschwanzdeckung, Fenster Obergeschoss in originaler Größe, Scheune: Holzkonstruktion. | 09254234 |
|                                         | Sachgesamtheit Dorfkirche und Kirchhof Lohmen mit den Einzeldenkmalen: Kirche mit Kirchhof, Kirchhofstor und Einfriedung | Dorfstraße (Karte)               | 1786                               | Sachgesamtheit Dorfkirche und Kirchhof Lohmen mit folgenden Einzeldenkmalen: Kirche (einschließlich Ausstattung) mit Kirchhof einschließlich der Lindenreihe an der Dorfstraße (Gartendenkmale), Kirchhofstor und Einfriedung, vier Grabsteinen an der Kirche und mehrere Grabmale sowie Gedenkstein für die Opfer des Faschismus auf dem Kirchhof (siehe auch Einzeldenkmal ID-Nr. 09254259) – baugeschichtlich, ortsgeschichtlich und ortsbildprägend von Bedeutung. Der Kirchhof besteht aus dem ursprünglichen Kirchhof (Flrst. 201) und einem nördlich anschließenden Erweiterungsteil mit der Trauerhalle (Flrst. 561/1 und 562, nicht Teil der Sachgesamtheit). | 09305291 |
| Weitere Bilder                          | Kirche Lohmen, Kirchhofstor und Einfriedung (Einzeldenkmale zu ID-Nr. 09305291)                                          | Dorfstraße (Karte)               | 1786-1789                          | Einzeldenkmale der Sachgesamtheit Dorfkirche und Kirchhof Lohmen: Kirche (einschließlich Ausstattung), Kirchhofstor und Einfriedung, vier Grabsteinen an der Kirche und mehrere Grabmale sowie Gedenkstein für die Opfer des Faschismus auf dem Kirchhof – bedeutender barocker Kirchenbau in Form eines gestreckten Achtecks mit Turm an der Südseite, zwei klassizistische Grabmale an der Nord-Außenwand der Kirche, ein Grabstein 18. Jh. an der westlichen Friedhofsmauer, kreuzförmiger Grabstein auf Sockel und Gedenktafel für Karl Heinrich Nicolai (Erschließer der Sächsischen Schweiz), Gedenkstein an die KZ-Opfer des Arbeitslagers Pirna-Zatzschke, baugeschichtlich, ortsgeschichtlich und ortsbildprägend von Bedeutung. | 09254259 |
|                                         | Pfarrhaus | Dorfstraße 1 (Karte)             | bez. 1867                          | schlichter Putzbau, noch von klassizistischer Wirkung, schönes Eingangsportal als bekrönter Sandstein-Türstock mit altem Türblatt, ortsgeschichtlich von Bedeutung. Inschrift über der Tür: „18 Ps(alm) 127.V.1. 67“, um 1900 (Türblatt), bezeichnet 1867 (Türstock). | 09254265 |
|                                         | Kriegerdenkmal für die Gefallenen des Ersten Weltkrieges                                                                 | Dorfstraße 1 (neben) (Karte)     | nach 1918                          | Kriegerdenkmal – ortsgeschichtlich von Bedeutung. Kubus, nach oben auskragend, mit Inschriften und vier Soldatenköpfen, expressionistisch beeinflusst. | 09254264 |
|                                         | Alte Schule, heute Wohnhaus                                                                                              | Dorfstraße 6 (Karte)             | bez. 1804                          | Ehemalige Schule – stattliches Gebäude, Obergeschoss Fachwerk, baugeschichtliche und ortsgeschichtliche Bedeutung, bezeichnet 1804 (Türstock), Erdgeschoss verändert, Fachwerk mit denkmalverträglichen Aufbretterungen. | 09254268 |
|                                         | Wohnhaus | Färbergasse 7 (Karte)            | um 1800                            | Obergeschoss Fachwerk, regionaltypisch, baugeschichtliche Relevanz. Giebelseiten verschiefert, zum Teil zweifarbig-ornamental, Fenster im Obergeschoss in originaler Größe, Erdgeschoss verändert. | 09254224 |
|                                         | Portal eines Wohnhauses                                                                                                  | Färbergasse 9 (Karte)            | bez. 1796                          | profilierter Sandstein-Türstock mit Schlussstein, ortsgeschichtlich von Bedeutung | 09254223 |
|                                         | Wohnstallhaus, Seitengebäude und Scheune eines Dreiseithofes                                                             | Hohlergasse 10 (Karte)           | bez. 1845                          | Wohnstallhaus mit Fachwerk-Obergeschoss und Drillingsfenster im Giebel, Scheune verbrettert, baugeschichtlicher und wirtschaftsgeschichtlicher Wert. Wohnstallhaus mit massivem Erdgeschoss, vergleichsweise starke Mauern, im Stall und Flur Kreuzgratgewölbe, eine Flurtür wohl spätbarock, Obergeschoss Fachwerk, große Kammerhöhe, daher die Vermutung, dass Obergeschoss später errichtet ist, Dachgeschoss älter als Obergeschoss, liegend, mit Windrispen im Sparrenbereich, Giebelseiten massiv ersetzt (2. H. 19. Jh.), mit zeitgenössischen Schmuckformen wie Palladio-Motiv, Stallscheune weitgehend 20. Jh., aber Stallteil mit böhmischem Kappengewölbe, zweites Stallgebäude mit gusseisernen Säulen. | 09301585 |
| Weitere Bilder                          | Mühlenwerk Ernst Wauer; Hintermühle; Wauermühle                                                                          | Mühlenstraße 7 (Karte)           | bez. 1915 (Mühle)                  | Mühle mit Mühlengebäude und Mühlgraben, Pflasterung im Hofbereich und vor der Mühle sowie Mühlentechnik, E-Werk der Mühle (siehe auch Unterm Schloß 5) – Industriemühlengebäude im Reformstil der Zeit um 1910, ortshistorisch und technikhistorisch von Interesse. Die Wauermühle ist wohl die bedeutendste industrielle Getreidemühle im Landkreis Sächsische Schweiz. Sie entspricht nach ihrer Größe dem Typ einer Mittelmühle. | 09254262 |
|                                         | Alte Straßenpflasterung                                                                                                  | Mühlleite (Karte)                | 19. Jh.                            | baugeschichtlich und ortsbildprägend von Bedeutung | 09254350 |
| Weitere Bilder                          | Wesenitzbrücke | Mühlsdorfer Straße (Karte)       | 1766                               | Straßenbrücke über die Wesenitz, darauf Kreuzstein – auf der Brüstung Kreuzstein mit Sockel in barocken Formen, von baugeschichtlicher und ortshistorischer Bedeutung. Steinkreuz: wahrscheinlich im 19. Jh. zur Grenzmarke (Lohmen-Mühlsdorf) umfunktioniert. | 09254272 |
| Weitere Bilder                          | Wasserkraftwerk Niezelgrund                                                                                              | Niezelgrund (Karte)              | 2. Hälfte 19. Jh. und um 1900      | Wasserkraftwerk der früheren Pappenfabrik Weber & Niezel, bestehend aus der Wehranlage, dem als Aquädukt ausgeführten Triebwerkskanal, dem ehemaligen Kraftwerksgebäude und dem Auslaufgraben in die Wesenitz – bedeutende Anlage der Technikgeschichte und der Energieerzeugung im Elbsandsteingebirge, als Aquädukt singulär im Gebiet der Sächsischen Schweiz. Wehranlage: Überfallwehr mit kaskadenartigen Gefällestufen (Sandsteinquader), ca. 10,5 m Gesamtfallhöhe, linke Wehrseite mit ca. 10 kleineren Sohlabstürzen, Triebwerkskanal: an der linken Seite der Wesenitz gelegen, ca. 100 m Länge, Oberteil Beton, vermutlich auf den alten Mühlgraben aufgesetzt, Segmentbögen zwischen den Pfeilern, mit leichter Krümmung dem Lauf der Wesenitz folgend, imposantes Bauwerk, Kraftwerksgebäude: massives Sandsteinmauerwerk. | 09254342 |
|                                         | Wohnhaus eines Bauernhofes, mit Einfriedung und Toreinfahrt                                                              | Pestalozzistraße 1 (Karte)       | um 1870                            | massives Wohnhaus im Stil des Historismus, im Giebel Drillingsfenster (Palladio-Motiv), baugeschichtliche Bedeutung, zweigeschossig, mit kleinem dreiecksgegiebelten Eckrisalit, Putzgliederung erhalten: Trauf- und Gurtgesims, Erdgeschoss- und Eckrustizierung, weiterhin Palladio-Giebelmotiv, Fensterbekrönungen, Sandstein-Fenstergewände. | 09254267 |
|                                         | Wohnhaus | Sandweg 6 (Karte)                | um 1850                            | ländliches Wohnhaus, Obergeschoss Fachwerk, regionaltypisch, baugeschichtliche Relevanz, beide Giebelseiten verkleidet, Krüppelwalmdach. | 09254322 |
|                                         | Ehemaliges Armenhaus, heute Wohnhaus                                                                                     | Sandweg 7 (Karte)                | um 1800                            | kleines massives eingeschossiges Wohnhaus, wahrscheinlich als Armenhaus gebaut, vor allem sozialgeschichtliche Bedeutung. Tief gezogenes Krüppelwalmdach über gedrungenem Baukörper, Sandstein-Fenstergewände, Fenster gesprosst und in originaler Größe. | 09254229 |
| Weitere Bilder                          | Kammergut Lohmen; Neues und Altes Schloss                                                                                | Schloß Lohmen 1; 2; 3; 4 (Karte) | 1524, später überformt             | Schloss Lohmen mit Schlossbau (Nr. 1, Schlossflügel oder Altes Schloss), Nebengebäude (Nr. 2–4, Gutshofflügel oder Neues Schloss) und Stützmauern zum Wesenitztal – schlichter Schlossbau der Renaissancezeit, Nebengebäude Barockbau mit drei Korbbogenportalen, prägnante Lage über dem Wesenitzgrund, baugeschichtlich, landschaftsgestaltend und ortshistorisch bedeutend. Kammergut. Markant auf einem Felsen über der Wesenitz gelegen, erstmals im 16. Jh. erwähnt, erhalten das Alte und Neue Schloß sowie die Schäferei. Die langgestreckten Gebäude zwei- und dreigeschossig. Das Alte Schloß ist ein Renaissancebau, mit Volutengiebeln verziert, die übrigen Gebäude sind bezeichnet 1800. Teile der Anlage, Stallgebäude und Scheunen wurden abgebrochen (Dehio Sachsen I, 1996), dreigeschossiger Schlossbau auf hohem Sockel, Satteldach, Hausteinmauerwerk, Sandstein-Fenster- und -Türgewände, langgestrecktes Seitengebäude, zweigeschossig, massiv, Sandstein-Fenstergewände, drei korbbogige Türgewände. | 09254269 |
|                                         | Wohnhaus | Stolpener Straße 3 (Karte)       | bez. 1804                          | ländliches Wohnhaus, Obergeschoss Fachwerk (z. Z. verkleidet), aufwendig gestaltetes Erdgeschoss mit zwei profilierten Sandstein-Türstöcken mit Korbbogenabschluss und Schlusssteinen mit Pferd und Kuh, baugeschichtlich und handwerklich-künstlerisch von Bedeutung, alte Türblätter. | 09254261 |
|                                         | Lohmener Schule | Stolpener Straße 6 (Karte)       | um 1905                            | Schulgebäude im Stil des Späthistorismus mit Einflüssen Deutscher Neorenaissance und Neogotik, baugeschichtlich und ortshistorisch von Bedeutung, auf unregelmäßigem Grundriss, massiv, zweigeschossig, Walmdach mit kleinem Dachreiter über Eingangsrisalit, Eingangs- und Seitenrisalit mit Schweifgiebel, Sandstein-Fenstergewände, zum großen Teil mit Vorhangbögen, Eingangszone gotisierend, Sockel- und Eckrustizierung | 09254260 |
|                                         | Wohnhaus | Teichweg 2 (Karte)               | bez. 1798                          | ländliches Wohnhaus, Obergeschoss Fachwerk, baugeschichtliche Bedeutung. Frackdach, Schlussstein über der Haustür, bezeichnet 1798 (Schlussstein), Sandsteinpflasterung im Hof, Fenster in originaler Größe, Fachwerk-Aufbretterungen, Erdgeschoss verändert, ältere Generation regionaltypischer Holzbauweise. | 09254222 |
|                                         | Wohnstallhaus, mit Einfriedung                                                                                           | Töpfergasse 1 (Karte)            | um 1800                            | Obergeschoss Fachwerk, baugeschichtliche Bedeutung. Satteldach zu beiden Seiten deutlich aufgeschoben, Dachüberstände, Giebelseite Fachwerk aufgebrettert, Fachungen verputzt, Fenster im Obergeschoss in originaler Größe, im Erdgeschoss verändert. | 09254226 |
|                                         | Kraftwerk der Walzenmühle Ernst Wauer                                                                                    | Unterm Schloß 5 (Karte)          | bez. 1936                          | Wasserkraftwerk der Wauermühle – Massivbau mit Putzgliederung und kleinem Walmdach, Aufschrift in zeitgenössischer Typographie, Technik: Schachtturbine, Winkelgetriebe, Regler und Generator, ortsgeschichtlich und technikgeschichtlich bedeutend. Inschrift: „Kraft-Werk der Walzenmühle Ernst Wauer“. Vertikale, schlitzartige, gesprosste Fenster. | 09254274 |
|                                         | Transformatorenturm | Wehlener Straße (Karte)          | 1950er Jahre                       | Transformatorenturm – technikgeschichtliche Relevanz, verschieferter Baukörper mit Pyramidendach auf Sand-Haustein-Sockelgeschoss. | 09254230 |

### Daube
| Bild                                    | Bezeichnung | Lage                                  | Datierung                     | Beschreibung | ID       |
| --------------------------------------- | --- | ------------------------------------- | ----------------------------- | --- | -------- |
| Direkt Bild zu diesem Denkmal hochladen | Wegestein | (Flurstück 50) (Karte)                | 19. Jahrhundert               | Verkehrsgeschichtlich von Bedeutung | 09254303 |
|                                         | Ehemaliges Erblehngericht                                                                                              | Daube 1 (Karte)                       | bez. 1831                     | Wohnstallhaus, zwei Seitengebäude und Scheune sowie Toreinfahrt und Hofpflasterung des ehemaligen Erblehngerichts – großes massives Wohnstallhaus mit Inschrifttafel, ortshistorische Bedeutung, bildprägend. „Erb-Lehn-Gericht – No. F.T. Kegel I. – MDCCCXXXI“ – Wohnstallhaus: Krüppelwalmdach, am Giebel Putzgliederung, profiliertes Traufgesims. | 09254297 |
|                                         | Ausgedingehaus, Hofmauer mit Toreinfahrt und Pforte eines Bauernhofes                                                  | Daube 2 (Karte)                       | 1. Hälfte 19. Jh.             | Obergeschoss Fachwerk, Hofzufahrt mit profilierten Sandstein-Torpfeilern, baugeschichtliche und bildprägende Bedeutung. Ausgedinge: oberer Giebelteil verbrettert. | 09254296 |
|                                         | Toreinfahrt und Hofmauer eines Bauernhofes                                                                             | Daube 3 (Karte)                       | 1. Hälfte 19. Jh.             | Hofzufahrt mit zwei klassizistischen Torpfeilern, baugeschichtlich von Bedeutung, Sandstein. | 09254294 |
|                                         | Wohnstallhaus, Seitengebäude (wohl Ausgedingehaus), Pflasterung, Toreinfahrt und Hofmauer mit Pforte eines Bauernhofes | Daube 4 (Karte)                       | um 1800                       | massives Wohnstallhaus mit zwei Korbbogenportalen, Seitengebäude eingeschossiger Fachwerkbau (zum Teil verbrettert) von sozialgeschichtlicher Bedeutung, Hofzufahrt mit zwei klassizistischen Torpfeilern, Hofmauer mit Seitenpforte (Korbbogenportal), baugeschichtliche Bedeutung. Seitengebäude (Scheune) mit Wohnteil (womöglich Holzstube) in Holzkonstruktion, Giebelseite zum Teil verbrettert, glasierte Falzziegeldeckung, zwei Torpfeiler mit Vasenbekrönung und Sandsteinmauer, die zwei korbbogigen Türstöcke des Wohnstallhauses mit Schlussstein.                                             | 09254292 |
|                                         | Toreinfahrt und Hofmauer eines Bauernhofes                                                                             | Daube 5 (Karte)                       | 19. Jh.                       | Hofzufahrt mit zwei großen Torpfeilern der Einfahrt und zwei kleinen Pfeilern des Eingangs, baugeschichtlich von Bedeutung, alles Sandstein. | 09254293 |
|                                         | Toreinfahrt eines Bauernhofes                                                                                          | Daube 8 (Karte)                       | Mitte 19. Jh.                 | Hofzufahrt mit drei Torpfeilern in Sandstein, baugeschichtlich von Bedeutung. | 09254295 |
|                                         | Toreinfahrt eines Bauernhofes                                                                                          | Daube 10 (Karte)                      | 19. Jh.                       | Hofzufahrt mit drei Torpfeilern in Sandstein, baugeschichtlich von Bedeutung. | 09254298 |
|                                         | Wohnhaus | Daube 12a (Karte)                     | 1. Hälfte 19. Jh.             | ländliches Wohnhaus, Obergeschoss Fachwerk, Giebel verschiefert, regionaltypische Holzbauweise, baugeschichtliche Bedeutung. Fenster im Obergeschoss in originaler Größe, Erdgeschoss verändert, Aufbretterungen. | 09254302 |
|                                         | Wohnstallhaus und Scheune eines Zweiseithofes                                                                          | Daube 12b (Karte)                     | bez. 1851, im Kern wohl älter | Wohnstallhaus mit Zwillingsfenster im Giebel, Obergeschoss eine Seite Fachwerk verkleidet, Fachwerk-Scheune, baugeschichtliche Bedeutung. Im Giebel Zwillingsfenster und Okulus, kleiner Dachüberstand, Winterfenster, bezeichnet 1851 im Türsturz. | 09254301 |
| Direkt Bild zu diesem Denkmal hochladen | Daubemühle | Daubemühle (im Wesenitzgrund) (Karte) | 1886–1900                     | Daubemühle (drei Gebäude), Überfallwehr, zwei Mühlsteine, Mühlgraben und Brücke über die Wesenitz sowie zwei in den Fels gehauene Wappen. Mühlengebäude mit Anbau auf verwinkeltem Grundriss, Putzbau, im Erdgeschoss Segmentbogenfenster, Gesims, Dachüberstand im Schweizerstil, Okuli im Giebel; wird noch zur Elektrizitätsgewinnung genutzt; Rundbogenbrücke aus Sandsteinquadern. Die Mühle diente seit 1927 als Holzstoff-Fabrik; Generator von 1905/06 (Brown-Boveri) – 1916 eingebaut, noch vorhanden. 1465 erste Erwähnung. Mahlmühle. Später weithin bekannt als Graupenmühle. 1925 stillgelegt. | 09254299 |

### Doberzeit
| Bild                                    | Bezeichnung                                                     | Lage                           | Datierung           | Beschreibung | ID       |
| --------------------------------------- | --------------------------------------------------------------- | ------------------------------ | ------------------- | --- | -------- |
| Direkt Bild zu diesem Denkmal hochladen | Denkmalschutzgebiet Rundling Doberzeit                          | Am Anger                       |                     | | 09302304 |
|                                         | Mord- und Sühnekreuz                                            | (Karte)                        | 15./16. Jh.         | ortsgeschichtlich von Bedeutung | 09254313 |
|                                         | Wegestein                                                       | Am Anger (Karte)               | 19. Jh.             | verkehrsgeschichtlich von Bedeutung, Sandstein, oben abgerundet. | 09254306 |
|                                         | Wohnstallhaus, Toreinfahrt und Hofpflasterung eines Bauernhofes | Am Anger 3 (Karte)             | 18. Jh.             | Obergeschoss Fachwerk, Giebel verbrettert, weitgehend im ursprünglichen Sinne erhalten, zeit- und landschaftstypisches Bauernhaus, bauhistorische Bedeutung. | 09254305 |
| Weitere Bilder                          | Ausgedingehaus (Umgebinde, Wohnstallhaus) eines Dreiseithofes   | Am Anger 4 (Karte)             | 18. Jh.             | Obergeschoss Fachwerk, Giebel verbrettert, als Umgebindehaus von besonderer baugeschichtlicher Bedeutung, singulär im Ort. Umgebinde rechts 2/2 Joche, Blockstube zum Teil Fachwerk, Umgebinde mit Kopfband und weiten Jochen, Obergeschoss Fachwerk, Giebel verbrettert, Dachüberstand. | 09254304 |
|                                         | Bergkeller                                                      | Am Anger 5 (vor) (Karte)       | bez. 1744           | wirtschaftsgeschichtlich von Bedeutung Sandsteinquadermauerwerk | 09254344 |
|                                         | Wohnhaus mit Anbau über Eck                                     | Am Anger 7 (Karte)             | bez. 1676           | ländliches Wohnhaus, Obergeschoss Fachwerk, altertümliche Konstruktion mit Kopfstreben, weitgehend im ursprünglichen Aussehen erhalten, baugeschichtlich und wirtschaftsgeschichtlich von Bedeutung. Beide Obergeschosse Fachwerk, mit Kopfbändern, eine Giebelseite verkleidet, überputzte Andreaskreuze, Fenster im Obergeschoss in originaler Größe. | 09254312 |
|                                         | Wohnstallhaus, Scheune und Seitengebäude eines Dreiseithofes    | Am Anger 9 (Karte)             | bez. 1831           | Wohnstallhaus, Scheune und Seitengebäude eines Dreiseithofes sowie zwei Toreinfahrten (Pfeiler), Einfriedungsmauern und Hofpflasterung – geschlossen erhaltenes Hofensemble mit verputzten Massivbauten, Wohnstallhaus mit Segmentbogenportal, baugeschichtlich und wirtschaftsgeschichtlich von Bedeutung. Wohnstallhaus mit korbbogigem Türsturz, ehem. Fachwerk im Obergeschoss, bezeichnet 1831 im Türsturz, Hofzufahrt mit zwei Torpfosten.                      | 09254311 |
|                                         | Wohnstallhaus und Scheune eines Bauernhofes                     | Am Anger 11 (Karte)            | 2. Hälfte 19. Jh.   | Wohnstallhaus verputzter Massivbau mit Zwillingsfenster im Giebel, Zeugnis der dörflichen Bauweise des späten 19. Jahrhunderts, baugeschichtlich und wirtschaftsgeschichtlich von Bedeutung, beide Gebäude massiv, Wohnstallhaus mit Putzgliederung und Gurtgesims, Drempel mit Okuli, Zahnschnittfries. | 09254343 |
|                                         | Wohnstallhaus und Scheune eines Bauernhofes                     | Am Anger 12 (Karte)            | 2. Hälfte 19. Jh.   | Wohnstallhaus verputzter Massivbau mit Drillingsfenster (Palladio-Motiv) im Giebel, Zeugnis der Bauweise des späten 19. Jahrhunderts, baugeschichtlich und wirtschaftsgeschichtlich von Bedeutung, beide Gebäude massiv, Wohnstallhaus mit Putzgliederung und Gurtgesims, Giebel mit Palladiomotiv. | 09302305 |
|                                         | Wohnstallhaus und Scheune eines Bauernhofes                     | Am Anger 13 (Karte)            | 18. Jh., Kern älter | beide Gebäude massive Putzbauten, Wohnstallhaus, ursprünglich mit Fachwerk-Obergeschoss, baugeschichtlich und wirtschaftsgeschichtlich von Bedeutung. Beide Gebäude massiv, Wohnstallhaus ursprünglich Fachwerkhaus, trotz baulicher Veränderungen baugeschichtlich von Bedeutung. | 09302306 |
|                                         | Wohnstallhaus und Scheune eines Bauernhofes                     | Am Anger 14 (Karte)            | bez. 1695           | Wohnstallhaus mit Fachwerk-Obergeschoss und Korbbogenportal, Scheune verputzter Massivbau, Hofanlage prägt die Angersituation des Dorfes entscheidend mit, baugeschichtlich und sozialgeschichtlich von Bedeutung. Wohnstallhaus Obergeschoss Fachwerk, teils verputzt, Giebel Sichtfachwerk, Frackdach, schwarze Küche, korbbogige Eingangstür mit Schlussstein, Winterfenster, Fenster in originaler Größe, Türstock bezeichnet 1695, Schlussstein bezeichnet 1776. | 09254310 |
|                                         | Scheune und Toreinfahrt eines Bauernhofes                       | Am Anger 15 (Karte)            | 2. Hälfte 19. Jh.   | Scheune verputzter Massivbau, drei Torpfeiler der Hofzufahrt mit Kugelbekrönung, baugeschichtlich und ortsbildprägend von Bedeutung. | 09254309 |
|                                         | Toreinfahrt und Einfriedungsmauer eines Bauernhofes             | Am Anger 16 (Karte)            | 19. Jh.             | die zwei Torpfeiler der Hofzufahrt mit Kugelbekrönung, Hofmauer mit korbbogiger Pforte, ortsbildprägend und baugeschichtlich von Bedeutung. Sandstein, mit Zippus auf abgestuftem Sockel. | 09254308 |
|                                         | Transformatorenhäuschen                                         | Pirnaer Straße 7 (bei) (Karte) | um 1925             | Transformatorenhäuschen – turmartiges Gebäude mit kleinem Satteldach und ovaler Öffnung im Giebel, technikgeschichtlich von Bedeutung, doppelte Biberschwanzdeckung. | 09254307 |

### Mühlsdorf
| Bild                                    | Bezeichnung | Lage                                   | Datierung                       | Beschreibung | ID       |
| --------------------------------------- | --- | -------------------------------------- | ------------------------------- | --- | -------- |
|                                         | Alte Straßenpflasterung | Alte Lohmstraße (Karte)                | 19. Jh.                         | baugeschichtlich und ortsbildprägend von Bedeutung | 09254351 |
| Direkt Bild zu diesem Denkmal hochladen | Alte Straßenpflasterung | Am Wesenitzbogen (Karte)               | 19. Jh.                         | baugeschichtlich und ortsbildprägend von Bedeutung | 09254351 |
| Weitere Bilder                          | Ehemalige Lochmühle | Lochmühlenweg (Karte)                  | bez. 1828                       | Lochmühle: Mühlenanwesen (früher auch Gasthof, zwei Gebäude) mit Wehr, Bogenbrücke über die Wesenitz und Brücke über einen zufließenden Bach – einer der ersten Mühlengasthöfe in der Sächsischen Schweiz, tourismusgeschichtliche und baugeschichtliche Bedeutung. Wohnmühlenhaus und Seitengebäude mit Durchfahrt, Wohnmühlenhaus massiv, zweigeschossig, mit Krüppelwalmdach, Stein, in Brücke eingemauert: 1735. War Mahl- und Ölmühle. Bereits seit 1843 behördliche Genehmigung zur Schankwirtschaft. 1828 abgebrannt, im gleichen Jahr wiederaufgebaut durch den Besitzer Friedrich August Schreiter (F.A.S. MDCCCXXVIII), bestehend seit 1559 (erste Erwähnung). – Überfallwehr mit kurzem (verdecktem) Mühlgraben. Radkammer vorhanden, aber überbaut. | 09254290 |
| Weitere Bilder                          | Richard-Wagner-Denkmal im Liebethaler Grund | Lochmühlenweg (Karte)                  | 1912-1913 Gipsmodell            | Denkmal für den Komponisten Richard Wagner – Bronzegruppe (entworfen durch den Bildhauer Richard Guhr 1911/12, gegossen 1928 von der Firma Adalbert Milde, Dresden), 4,2 m hoch, auf über acht Meter hoher Sandsteinbasis mit Freitreppe und Schrifttafeln, die 1933 im Zusammenhang mit der Einweihung des Denkmals entstand, landschaftsprägend, künstlerische Bedeutung, historisch bedeutend als Monument politischer Ikonografie. | 09254289 |
|                                         | Ehemaliges Elektrizitätswerk mit Stauwehr, Obergrabeneinlauf, Schützenanlage, Obergraben, Untergraben, Reste des Krafthauses mit zwei Turbinen sowie Stromleitungsmasten | Lochmühlenweg (Karte)                  | 1894 (Inbetriebnahme Kraftwerk) | Wasserzufuhr durch Betonröhren, von der Lochmühle, ortsgeschichtliche und technikgeschichtliche Bedeutung, ruinös, 1894. Nach Schließung des Mühlenbetriebes der Lochmühle, wurde deren Wehr für das neu errichtete Copitzer Elektrizitätswerk, 300 m flussabwärts gelegen, benutzt und eine Druckrohrleitung bis dorthin gebaut. Dem „Wasserschloss“ fehlt inzwischen das Dach, aber die Bruch- und Werksteinarchitektur zeigt gediegene spätklassizistische Formen – ein Zeichen, mit welchem architektonischen Aufwand damals auch Nutz- und Industriebauten behandelt und „veredelt“ wurden. Im Gebäuderest finden sich die Überbleibsel zweier Francis-Spiralturbinen zu 139 und 205 PS, die 1922 die ursprünglichen Freistrahlturbinen ersetzten. Die Besonderheit der Anlage liegt auch darin, dass sie von vornherein als Elektrizitätswerk errichtet wurde und nicht aus einem umfunktionierten Mühlenbetrieb entstand. | 09303718 |
| Weitere Bilder                          | Wegestein | Richard-Wagner-Straße (Karte)          | 19. Jh.                         | verkehrsgeschichtlich von Bedeutung | 09254278 |
| Weitere Bilder                          | Wegestein | Richard-Wagner-Straße (Karte)          | 19. Jh.                         | verkehrsgeschichtlich von Bedeutung | 09254281 |
|                                         | Alte Straßenpflasterung | Richard-Wagner-Straße (Karte)          | 19. Jh.                         | baugeschichtlich und ortsbildprägend von Bedeutung | 09254351 |
|                                         | Ausgedingehaus eines Bauernhofes | Richard-Wagner-Straße 1 (Karte)        | um 1850                         | Obergeschoss Fachwerk, baugeschichtliche und sozialgeschichtliche Bedeutung. Giebel verbrettert, Fenster gesprosst und in originaler Größe, auf hohem Sockel. | 09254273 |
|                                         | Wohnstallhaus und Scheune eines Bauernhofes | Richard-Wagner-Straße 17 (Karte)       | bez. 1802                       | Wohnstallhaus Obergeschoss Fachwerk verkleidet, Fachwerk-Scheune, in Struktur und Substanz weitgehend ursprünglich erhaltener kleiner Zweiseithof. Wohnstallhaus: Obergeschoss Fachwerk, verputzt, Giebelseite verbrettert, Scheune ebenfalls Holzkonstruktion, mit Lehmausfachungen. | 09254280 |
|                                         | Wohnstallhaus eines Bauernhofes | Richard-Wagner-Straße 42 (Karte)       | bez. 1851, im Kern um 1700      | Obergeschoss Fachwerk mit Kopfstreben, altertümliche Fachwerkkonstruktion, baugeschichtliche Bedeutung, saniert, bezeichnet 1851 (Türstock), Kern älter, Giebelverbretterung, Sandsteingewände, Fenstergrößen und -sprossung im ursprünglichen Sinne. | 09254282 |
|                                         | Seitengebäude und Scheune eines Dreiseithofes | Richard-Wagner-Straße 46 (Karte)       | 1. Hälfte 19. Jh.               | Seitengebäude Obergeschoss Fachwerk, Fachwerk-Scheune, ortsbild- und strukturprägender Bauernhof, wirtschaftsgeschichtliche und baugeschichtliche Relevanz. Stallscheune mit Dachüberstand, Obergeschoss Fachwerk (Lehmausfachung), Erdgeschoss: Fenstergewände Sandstein, zwei korbbogige Türgewände, Große Scheune in Holzkonstruktion mit Lehmausfachung. | 09254283 |
|                                         | Wohnstallhaus, Scheune und Hofmauer mit Torbogen und Pforte eines Bauernhofes                                                                                            | Richard-Wagner-Straße 50 (Karte)       | um 1800                         | Wohnstallhaus, Obergeschoss Fachwerk, ortsbild- und strukturprägender Bauernhof, wirtschaftsgeschichtliche und baugeschichtliche Bedeutung. Fenster Wohnstallhaus im Obergeschoss in originaler Größe. Wohnstallhaus: Obergeschoss Fachwerk, Giebelseite verschiefert, Frackdach, Scheune ebenfalls Holzkonstruktion. | 09254284 |
|                                         | Wohnstallhaus, davor Steinbank, und Scheune eines Zweiseithofes | Richard-Wagner-Straße 52 (Karte)       | um 1700                         | Wohnstallhaus, Obergeschoss Fachwerk, altertümliche Konstruktion mit Kopfstreben, Giebelseite verbrettert, Fachwerk-Scheune, strukturprägender Hof, wirtschaftsgeschichtliche und baugeschichtliche Bedeutung. Fenster Obergeschoss in originaler Größe, alte Biberschwanzdeckung, wahrscheinlich Schwarze Küche noch vorhanden, Wohnstallhaus mit verbretterter Giebelseite, Obergeschoss Fachwerk (Kopfband), Erdgeschoss Hausteinmauerwerk, Winterfenster, Sandsteingewände, Scheune ebenfalls Holzkonstruktion. | 09254285 |
|                                         | Seitengebäude und Hofpflasterung eines Bauernhofes | Richard-Wagner-Straße 70 (Karte)       | 18. Jh.                         | Obergeschoss Fachwerk ausgelehmt, Giebel verbrettert, Bestandteil der alten Dorfstruktur und des Straßenbildes, weitgehend im ursprünglichen Aussehen erhalten, baugeschichtlich von Bedeutung, ehemaliges Ausgedingehaus, Fachwerk teilweise ausgemauert, Fenster in originaler Größe und gesprosst. | 09254352 |
|                                         | Wohnstallhaus eines Bauernhofes | Richard-Wagner-Straße 88 (Karte)       | Kern wohl 18. Jh.               | Obergeschoss Fachwerk, baugeschichtlich relevant und ortsbildprägend | 09254291 |
| Weitere Bilder                          | Wegestein | Richard-Wagner-Straße 94 (bei) (Karte) | 19. Jh.                         | verkehrsgeschichtlich von Bedeutung | 09254288 |

### Uttewalde
| Bild           | Bezeichnung                                                                    | Lage                           | Datierung | Beschreibung | ID       |
| -------------- | ------------------------------------------------------------------------------ | ------------------------------ | --------- | --- | -------- |
| Weitere Bilder | Wegestein                                                                      | Wehlener Straße (Karte)        | 19. Jh.   | verkehrsgeschichtlich von Bedeutung | 09254251 |
| Weitere Bilder | Wegestein                                                                      | (Karte)                        | 19. Jh.   | verkehrsgeschichtlich von Bedeutung | 09254257 |
|                | Kriegerdenkmal für die Gefallenen des Ersten Weltkrieges                       | Alte Uttewalder Straße (Karte) | nach 1918 | Sandsteinkubus mit Inschrift »Den toten Kameraden«, ortsgeschichtlich von Bedeutung, die Seitenflächen des Denkmals tragen die Namen der Gefallenen. | 09254250 |
|                | Alte Straßenpflasterung und Bergkeller an der Straße (gegenüber Nr. 30)        | Grundstraße (Karte)            | 19. Jh.   | baugeschichtlich und ortsbildprägend von Bedeutung | 09254353 |
|                | Inschrifttafel über der Haustür des Wohnhauses                                 | Grundstraße 7 (Karte)          | bez. 1885 | ortsgeschichtlich von Bedeutung | 09254252 |
|                | Wohnstallhaus mit Anbau                                                        | Grundstraße 12 (Karte)         | 18. Jh.   | kleines Wohnstallhaus mit großem Anbau (Schleppdach), Obergeschoss Fachwerk zum Teil verbrettert, einziges im ursprünglichen Sinne erhaltenes Gebäude mit Holzkonstruktion im Ort, Relikt der Dorfbebauung vor der Feuersbrunst 1884, baugeschichtlich und ortsentwicklungsgeschichtlich von Bedeutung. Fenster Obergeschoss in originaler Größe.                                                                                                | 09254255 |
|                | Portal (mit Inschrifttafel) eines Wohnhauses                                   | Grundstraße 13 (Karte)         | bez. 1885 | klassizistischer Türstock mit altem Türblatt und Inschrifttafel, ortsgeschichtlich von Bedeutung. Sandstein-Türstock mit Bekrönung, Inschrifttafel und altem Türblatt. | 09254253 |
|                | Inschrifttafel an einem Wohnhaus                                               | Grundstraße 30 (Karte)         | bez. 1884 | ortsgeschichtlich von Bedeutung | 09254254 |
|                | Wohnstallhaus (Nr. 32), Seitengebäude (Nr. 34) und Scheune eines Dreiseithofes | Grundstraße 32; 34 (Karte)     | bez. 1845 | Wohnstallhaus und Seitengebäude Massivbauten, Wohnstallhaus mit Drillingsfenster (Palladio-Motiv) im Giebel, Fachwerk-Scheune, ortsbild- und strukturprägender Bauernhof, baugeschichtliche und wirtschaftsgeschichtliche Bedeutung. Fenster gesprosst, Wohnstallhaus Nummer 32 massiv, mit Gurtgesims, Fensterbekrönung und Giebel-Palladiomotiv, weiteres massives Wohnstallhaus, Scheune in Holzkonstruktion. Inschrifttafel: „C.T. Richter“. | 09254256 |

## Ausführliche Denkmaltexte
1. ↑  Umgebindehaus, Basteistraße 059
  - Keller: Türklappe im Fußboden des Erdgeschossflurs, acht steile Blockstufen aus Sandstein nach unten, seitliche Einritzung 14.. – als Jahreszahl deutbar?, Gewölbe älter als Haus, B: 2,30 m, H: 1,75 m, L: 3,10 m, kleine Einschütt- und Lüftungsöffnung straßenseitig.
  - Erdgeschoss: Stube, drei Deckenbalken mit Schiffchenkehlen, lichte Höhe unter Balken ca. 1,90 m, Decken-Einschubbretter mehrfach profiliert, Schiffskehlen auch an den Füllhölzern zwischen den Balken, Lehmputz mit Farbanstichen (Schablonenmuster). Im Flur ziegelgemauerter Waschkessel, Treppe, Wand zum Stall ursprünglich, Türen mit Sandsteingewänden, Farbschichten (u. a. hellblau und weiß), eine Tür mit Holzbalkeneinfassung, neuerer Flurfußboden Terrazzo. Im Anbauteil kleiner Raum im Anschluss an den Flur. Ebenfalls im Anbauteil kleine längliche Küche, gesetzter Herd u. a. mit Backröhre und gusseisernem Wasserbecken.
  - Obergeschoss: Neuere steile viertelgewendelte Treppe, Kammern, in Hauslängsrichtung mittig durchlaufender Balken.
  - Dachboden und Dach: Leitertreppe, einfach stehender Stuhl, Sparrendach mit Kehlbalken, lichte Höhe unter Kehlbalken 2,00 m, Sparrenabstand ca. 1,50 m. M. Hammer, Giebel verbrettert, Umgebinde mit Kopfbändern, in der Gegend selten gewordene Bauformen, wiss.-dokumentarischer Wert. Die Anbauten ohne Denkmalwert.
2. ↑  Kirche und Kirchhof Lohmen – bauliche Schutzgüter
  - Gebäude: Kirche, Einfriedung: Sandsteinmauer mit Sandsteinabdeckung um den gesamten Kirchhof, im Süden auch als Stützmauer.
  - Erschließung: Zugänge: Haupttor südlich der Kirche zur Dorfstraße mit Pfosten und Abdeckungen aus Sandstein, einem Zufahrtstor mit zweiflügligem Ziergitter sowie zwei Pforten links und rechts davon mit je einem einflügligen Ziergitter, weiteres Zufahrtstor mit Pfosten und Abdeckungen aus Sandstein und zweiflügligem Ziergitter weiter westlich ebenfalls an der Dorfstraße gegenüber der Trauerhalle, Wegesystem: orthogonale Wege mit wassergebundener Decke, vor der Kirche Platzfläche aus großformatigen Sandsteinplatten.
  - Vegetation – Alleen und Baumreihen: Baumreihe aus geschnittenen Linden (Tilia spec.) vor der Kirchhofmauer an der Dorfstraße, in einem Halbrondell südlich um die Kirche angeordnete Linden, Allee aus geschnittenen Linden (Tilia spec.) von Westen bzw. Osten auf die Kirche zuführend, Allee aus geschnittenen Linden (Tilia spec.) vom Nebentor an der Dorfstraße auf die Trauerhalle zuführend.
  - Sonstige Schutzgüter: Bodenrelief: Kirchhof befindet sich auf einem höheren Geländeniveau als das südlich angrenzende Terrain.
3. ↑  Wauermühle Lohmen
Der Komplex besteht aus mehreren Baukuben, dem Siloturm mit Treppenhaus, dem eigentlichen Mühlengebäude und dem Verladetrakt mit Absackböden. Das Mühlengebäude zeigt den üblichen Aufbau einer Getreidemühle mit Boden für Haupttransmission, Mahl- oder Walzenstuhlboden, zwei Rohrböden, Plansichterboden und Siloboden, wobei sich letztere bis in den Siloturm erstreckt. Die zwei Rohrböden deuten darauf, dass es sich schon um eine größere Anlage handelt. Kleinere Objekte verfügen nur über einen Rohrboden. Auf dem ersten Boden, besser gesagt im Keller- und Untergeschoss, befindet sich neben anderem die Haupttransmission, die Aspirationsschnecke (Aspiration = dient der Belüftung des Mahlgutes und als Entstaubungsanlage der Mühle) und zwei Antriebsmotoren (einer der Motoren erhält den Strom vom mühleneigenen E-Werk). Der Walzenstuhlboden zeigt ein ausgesprochen beeindruckendes Ensemble mit 8 Walzenstühlen und einer Sodermühle der Firma Wendt (Ausmahlmaschine für Grieß, technische Rarität). Drei Walzenstühle stammen von der Firma Grosse und wurden um 1940 gebaut (davon ein Brechstuhl). Des Weiteren gibt es einen Doppelwalzenstuhl der Firma Grosse, ebenfalls um 1940. Noch markanter erscheinen die 3 Doppelwalzenstühle der Firma Nagema von 1954 (zumeist MIAG-Modelle). Von der gleichen Firma gibt es noch einen einfachen Stuhl. Die Firma Nagema (Nahrungs- und Genussmittel) ist aus der Firma Grosse und wohl auch aus der Dresdner Firma MIAG hervorgegangen. Im benachbarten Raum des Verladetraktes befinden sich drei Mischmaschinen, deren Behälter sich über mehrere Etagen erstrecken. Auf dem zweiten Rohrboden finden sich wesentliche Teile des Gebläses, eine Grießputzmaschine, Kleieschleudern, der Filterschrank der Aspiration und benachbart im Treppenhaus eine Mandelbürstenmaschine (bürstet Getreide nach Vor- und Hauptreinigung).
Auf dem Plansichterboden stehen 3 Kurzplansichter von 1964. Der Siloboden im Bereich des Siloturms verfügt über zwei Reinigungsmaschinen (Vor- und Hauptreinigung, Firma Grosse) und den Filterschrank der Hauptreinigung ebenfalls von der Firma Grosse (Logo „GEGROLO“). Weitere Teile der Reinigung wurden im Treppenhaus installiert. Den Transport des Mahlgutes sichern Elevatoren, Schütten und ein weit verzweigtes Gebläse (pneumatische Passagenförderung). Auch die Aspiration ist in allen Teilen der Anlage zu finden. Der Vorgängerkomplex der heutigen Mühle bestand im Wesentlichen aus zwei zweigeschossigen Bauten mit Satteldach. Diese brannten 1914 nieder. An ihrer Stelle wurde bereits 1915 die heutige Anlage errichtet. Die Datierung findet sich auf einem Metallschild auf dem Walzenstuhlboden.
4. ↑  Die Wesenitzbrücke in Lohmen-Mühlsdorf besteht aus Sandsteinquadermauerwerk. Der nahezu halbkreisförmig ausgebildete Bogen besitzt eine Breite von 5,1 m und eine Lichtweite von 16,64 m. Bei einer Gesamtlänge des Bauwerkes von ca. 19,5 m beträgt die Stützweite ca. 17,5 m. Die Brücke besitzt eine gepflasterte Fahrbahn, die einspurig genutzt wird und deren Breite 3,5 m beträgt. Gehwege sind nicht vorhanden. Bedingt durch die Länge der Brücke im engen Wesenitztal steigt die Straße nach beiden Seiten mit ca. 10 % Gefälle an und wird in den Anschlussbereichen zur Brücke teilweise von Sandsteinstützwänden von durchschnittlich 3 bis 4 m abgestützt. Im oberstromseitigen Bogenschlussstein sind das Baujahr und die gekreuzten Kursachsenschwerter eingemeißelt. Das unterstromseitig in Brückenmitte weist eine eigenartige Form auf. Als lateinisches Kreuz ruht es auf einem barocken Sockel, welcher mit Rokokoornamentik verziert ist. In dem Sockel befindet sich eine Kartusche mit wulstförmiger Umrahmung und aufgesetzter Königskrone. Die Schriftzeichen „Gem. Lohmen/Mühlsdorf“ auf dem Querbalken des Kreuzes belegen, dass es in neuerer Zeit zur Kennzeichnung der Flurgrenzen benutzt wurde. Die ursprüngliche Inschrift ist nicht mehr leserlich.
5. ↑  Wohnstallhaus, Am Anger 3
  - Wohnstallhaus: Obergeschoss Fachwerk, Giebel verbrettert, Frackdach, Winterfenster, profilierte Torpfeiler aus Sandstein, Biberschwanzdeckung, Keller: Große Tonne sauber aus großen Sandsteinquadern (ca. 60 × 28 cm) gefügt, eiserne Haken im Oberteil, Fußboden aus Stampflehm.
  - Erdgeschoss: Flur, große Küche (ursprüngliche keine Trennung von Speisen- und Futterküche, Wand später), Flurfußboden aus Sandsteinplatten, Stall für 15 Kühe, achteckige Sandsteinstützen mit einfachem quadratischem Kapitell.
  - Obergeschoss: Geräumige Diele, Raumhöhe um 1,95 m. Dachboden und Dach: Gesamter Bodenraum gedielt, Randbretter deuten u. a. auf Schüttlagerung von Getreide hin, dorfplatzseitig zwei Giebelfensterchen mit Schiebeteil, Sparrendach, einfach stehender Stuhl, Sparrenabstand ca. 130 cm, Einfachdeckung mit Spließ (Einschub eines flachen Holzspans unter die Fuge zwischen zwei Biberschwanz-Ziegeln). M. Hammer.
6. ↑  Denkmaltext: Das Wagnerdenkmal, bestehend aus einer figürlichen Bronzegruppe von 4,2 m und einer Sandstein-Sockelanlage mit Freitreppe von weiteren gut 8 m Höhe steht im Liebethaler Grund vor schroffer Felsenkulisse unweit der ehemaligen Gaststätte Lochmühle, in der Richard Wagner Teile seiner Oper „Lohengrin“ (1846) geschrieben haben soll. Es gilt als größtes Wagner-Denkmal überhaupt und wurde 1933 anlässlich des 120. Geburtstags des Musikers eingeweiht. Der Bronzeguss von 1928 (Firma Adalbert Milde, Dresden) zeigt Wagner als Gralsritter in mittelalterlichem Gewand stehend, in der rechten Hand eine Flammenschale („Heiliges Feuer“) haltend, die linke auf eine Harfe mit heidnisch anmutenden Figuren wie einem geflügelten Löwenkopf und Stierköpfen gelegt. Eng zu seinen Füßen finden sich die personifizierten Elemente seiner Musik gekauert: ein lauschendes Mädchen (das Sphärische), eine weitere weibliche Gestalt mit Schlange (das Dämonische) sowie eine mit Kästchen (das Lyrische), ein Jüngling mit Schwert (das Tragisch-Dramatische), ein anderer mit Füllhorn (das Dionysische). Die Geschichte des Monuments beginnt bereits 1911/12, als der Professor für Monumentalkunst an der Dresdner Kunstakademie Richard Guhr (1873–1956) in Eigeninitiative ein Gipsmodell der Figurengruppe herstellte und deren Realisierung in weißem Marmor zum 100. Geburtstag Wagners für den Großen Garten plante. Dieses wurde nicht in die Tat umgesetzt, genauso wenig wie anschließend eine Verwirklichung des Konzepts im Stadtpark von Teplitz (Bezugspunkt hier: Wagners Tannhäuser). Auch nach 1928, als der Bronzeguss erfolgt war, gab es keine Aufstellung der Skulptur, wobei der umstrittene deutschnationale Impetus des Werks eine Rolle spielte. Dies änderte sich 1933. Sizzo Stief, ein Schüler Guhrs und von diesem bei dem Vorhaben finanziert, fertigte die monumentale Sandsteinbasis mitsamt Schrifttafeln, auf die die Bronzeskulptur gestellt wurde. War anhand letzterer das Deutschnationale stilistisch nur durch den erfolgten Rückgriff auf Formen altdeutscher Kunst herzuleiten (so auch bei anderen kaiserzeitlichen Skulpturen zu finden), so wurde es anhand des Sockels mit dem Lohengrin-Zitat „DES RITTERS DRUM SOLLT ZWEIFEL IHR NICHT HEGEN“ und vor allem in der Lobrede des Musikprofessors Eugen Schmitz zur Eröffnung in Anwesenheit regionaler Parteiprominenz evident: Was für das Deutschland König Heinrichs gegolten habe (Abwehr von äußeren Feinden), gelte auch für dasjenige Adolf Hitlers. Zitiert wurde weiterhin aus „Lohengrin“: „Nach Deutschland sollen noch in fernsten Tagen/des Ostens Horden siegreich nimmer zieh’n“. Somit ist dieses Wagner-Denkmal nicht nur romantisch-landschaftsprägend und als Beispiel kaiserzeitlicher Symbolplastik von künstlerischem Wert, sondern auch ein herausragendes Beispiel politischer Ikonografie. Finkler, LfD/2014.